# Герд Кантер
Герд Кантер (ест. Gerd Kanter; Талин, 6. мај 1979) је естонски атлетичар, специјалиста за бацање диска.
На Олимпијским играма у Атини 2004. није се пласирао у финале, али је већ следеће године освојио сребрне медаље на Светском првенству у Хелсинкију и на финалу Светског атлетског купа у Монте Карлу..
Национални рекорд Естоније је поставио на такмичењу на Флориди 28. априла 2005. пребацивши 70,10 m. Исте године је освојио златну медаљу на Универзијади у Измиру.
Најбољи резултат у каријери је постигао 4. септембра 2006. у Хелсингборгу, Шведска бацивши 73,38 m, што је трећи резултат свих времена у бацању диска, после светског рекордера Јиргена Шулта, ДДР 74,08 m (1986) и Виргилјуса Алекне, Литванија 73,88 m (2000). На том такмичењу је четири пута пребацио 70 m од 6 покушаја.
Највећи успех остварио је на Светском првенству у Осаки 2007. када је постао светски првак резултатом 68,94 m.
На Олимпијским играма 2008. у Пекингу 19. августа је освојио своју прву златну олимпијску медаљу резултатом 68,82.

## Резултати
| Година | Такмичење                     | Место                        | Пласман   | Резултат |
| 2001   | 21 Универзијада               | Пекинг, Кина                 | 8 место   | 57,44    |
| 2002   | Европско првенство            | Минхен, Немачка              | 12 место  | 55,14    |
| 2003   | 9 Светско првенство           | Париз, Француска             | 13. место | 56,63    |
| 2004   | Олимпијске игре 2004.         | Атина, Грчка                 | 10. место | 60,05    |
| 2004   | Светско атлетско финале       | Монте Карло, Монако          | 5. место  | 63,28    |
| 2005   | 5 Европски зимски бацачки куп | Мерсин, Турска               |           | 66,05    |
| 2005   | Европски лига куп А група     | Јевле, Шведска               | 1 место   | 68,16    |
| 2005   | 10 Светско првенство          | Хелсинки, Финска             |           | 68,57    |
| 2005   | 23 универзијада               | Измир, Турска                |           | 65,29    |
| 2005   | Светско атлетско финале       | Монте Карло, Монако          |           | 66,01    |
| 2006   | 6 Европски зимски бацачки куп | Тел Авив, Израел             |           | 62,55    |
| 2006   | Европски лига куп А група     | Праг                         | 1 место   | 67,49    |
| 2006   | Европско првенство            | Гетеборг, Шведска            |           | 68,03    |
| 2006   | Светско атлетско финале       | Штутгарт, Немачка            |           | 68,47    |
| 2007   | 7 Европски зимски бацачки куп | Јалта, Украјина              |           | 65,43    |
| 2007   | 11 Светско првенство          | Осака, Јапан                 |           | 68,94    |
| 2008   | Олимпијске игре 2008.         | Пекинг, Кина                 |           | 68,82    |
| 2008   | Светско атлетско финале       | Штутгарт, Немачка            |           | 68,38    |
| 2009   | 12. Светско првенство         | Берлин, Немачка              |           | 66,88    |
| 2010   | Европско првенство            | Барселона, Шпанија           | 4.        | 66,20    |
| 2011   | 13. Светско првенство         | Тегу, Јужна Кореја           |           | 66,95    |
| 2012   | Европско првенство            | Хелсинки, Финска             |           | 66,53    |
| 2012   | Олимпијске игре               | Лондон, Уједињено Краљевство |           | 68,03    |
| 2013   | 14. Светско првенство         | Москва, Русија               |           | 65,19    |
| 2014   | Европско првенство            | Цирих, Швајцарска            |           | 64,75    |
| 2015   | 15. Светско првенство         | Пекинг, Кина                 | 4.        | 64,82    |
| 2016   | Европско првенство            | Амстердам, Холандија         |           | 65,27    |
| 2016   | Олимпијске игре               | Рио де Женеиро, Бразил       | 5         | 65,10    |